# Tizimín
Tizimín est une petite ville dans le nord-est de l'État du Yucatán au Mexique. La ville se situe au 21.13° Nord, 88.15° Ouest, à 160 km à l'est de Mérida, à 200 km à l'ouest de Cancún et à 42 km au sud de Río Lagartos, le port maritime traditionnel de la ville sur le golfe du Mexique. En 2005, la population de Tizimín est de 44 151 habitants.
Le mot « Tizimin » signifie « tapir » en maya. Durant la conquête espagnole du Yucatan, une ville coloniale espagnole est créée à Tizimín en 1544 par Sebastián Burgos.
Tizimín est connue pour son festival en l'honneur des Rois mages fin décembre, début janvier.

## Étymologie supposée
Le mot Tizimín en maya yucatèque renvoie au tapir, un animal qui abondaient dans la région. À l'arrivée des Espagnols, la région était connue sous le nom de Te-tzimin-KAH ou Tzimintán. Cela signifierait l'emplacement Tzimin, c'est-à-dire le lieu du tapir.

## Histoire
Comme dans toute la péninsule, un système appelé « encomienda » était établi à Tizimin, le même qui prévaut pendant toute la période coloniale. Vers la fin du XVIIIe siècle, le roi Charles IV d'Espagne et des Indes, envoyé de Saint-Domingue au village puis de Tizimín, chef du Parti du même nom ainsi que d'une centaine de nègres de l'île, pour fonder ce qui deviendra la colonie de San Fernando au nord de la ville actuelle[pas clair]. Ces Noirs jouissaient de privilèges royaux, et leur loyauté envers la Couronne a été hautement récompensée avec de la terre et de la nourriture au début de XIXe siècle.

## Climatique
| Mois                              | jan. | fév. | mars | avril | mai | juin | jui. | août | sep. | oct. | nov. | déc. | année |
| --------------------------------- | ---- | ---- | ---- | ----- | --- | ---- | ---- | ---- | ---- | ---- | ---- | ---- | ----- |
| Température minimale moyenne (°C) | 17   | 18   | 19   | 21    | 23  | 24   | 23   | 23   | 23   | 22   | 20   | 18   | 19,4  |
| Température maximale moyenne (°C) | 29   | 31   | 33   | 34    | 34  | 34   | 34   | 34   | 33   | 31   | 30   | 29   | 29,2  |
| Précipitations (mm)               | 18   | 7    | 10   | 15    | 23  | 46   | 62   | 66   | 47   | 37   | 16   | 9    | 356   |